# Iduna
Iduna var en svensk tidskrift som med oregelbundna mellanrum gavs ut av det göticistiska litterära sällskapet Götiska förbundet åren 1811–1824 (ett sista, elfte, häfte kom emellertid så sent som 1845). Tidskriften, som ursprungligen kallade sig "en skrift för den nordiska fornålderns älskare", skapades på förslag av Erik Gustaf Geijer, som även verkade som redaktör. Flera av Geijers diktverk publicerades också först i Iduna.
Arvid August Afzelius tillförde översättningar från Poetiska Eddan  (Völuspá och Solar liod) och främjade genom sin med musikbilaga offentliggjorda ballad Näcken det nyvaknade intresset för den svenska folkvisan.
På arkeologins område innehöll Iduna flera avhandlingar av fornforskare, särskilt av Jakob Adlerbeth (bland annat "Tankar om sättet att uppsöka och vårda fäderneslandets fornlemningar").
Titeln, Iduna, är en namnvariant på Idun, som i den fornnordiska mytologin omväxlande beskrivs som kärlekens respektive kunskapens gudinna.
Esaias Tegnérs diktverk Frithiofs saga publicerades ursprungligen (åtminstone i delar) av Iduna.
Bland andra som bidrog med skrifter till Iduna märks Per Vilhelm Tholander, Sven Lidman, Magnus Bruzelius och Wilhelm Gumælius.

## Iduna

### Första häftet [1811]
| Titel                                                                                         | Författare         |
| --------------------------------------------------------------------------------------------- | ------------------ |
| Anmälan (sid 2-10)                                                                            | Erik Gustaf Geijer |
| Manhem (dikt, sid 11-14)                                                                      | Erik Gustaf Geijer |
| Gustaf Eriksson (dikt, sid 15-19)                                                             | Erik Gustaf Geijer |
| Vikingen (dikt, sid 20-24)                                                                    | Erik Gustaf Geijer |
| Odalbonden (dikt, sid 24-27)                                                                  | Erik Gustaf Geijer |
| Swegder (dikt, sid 28-30)                                                                     | Erik Gustaf Geijer |
| Frode och Utha (dikt, sid 31-36)                                                              | Erik Gustaf Geijer |
| Den siste kämpen (dikt, sid 36-41)                                                            | Erik Gustaf Geijer |
| Den siste skalden (dikt, sid 42-51)                                                           | Erik Gustaf Geijer |
| Hakonar-Mal, konung Hakons dödssång (översättning ur Hakon Adalstens fostres saga, sid 52-58) | Erik Gustaf Geijer |
| Thormoder Kolbruna skald (översättning ur Olof den heliges saga, sid 58-60)                   | Erik Gustaf Geijer |
| Wegtams Qwida (Balders drömmar, översättning ur den äldre Eddan, sid 60-69)                   | Erik Gustaf Geijer |
| Recension (av Eddan, översatt från danskan efter Nyerup, tryckt i Stockholm 1811, sid 69-90)  | Erik Gustaf Geijer |

### Åttonde häftet [1824]
| Titel                                                                       | Författare |
| --------------------------------------------------------------------------- | ---------- |
| Sången                                                                      |            |
| Wintern                                                                     |            |
| Wid en främmande Ynglings graf                                              |            |
| Skaldebref                                                                  |            |
| Den drunknade Gossen                                                        |            |
| Kloster-ruinerne                                                            |            |
| Sång på Carl XII:s Minnesfest 1818                                          |            |
| Sång på Oscars-dagen (med Musikbilaga)                                      |            |
| Om Historiens nytta. En föreläsning                                         |            |
| Nordiska Fornlemningar (med kopparstick)                                    |            |
| Om Renninge Borg                                                            |            |
| Beskriftning öfwer en forntida Stengrift i Westergöthland (med kopparstick) |            |
| Anmärkningar om Edda-Mythernes fordna allmänlighet i Norden                 | S_R.       |
| Anmälan                                                                     |            |
| Utdrag af 2:ne bref från Köpenhamn (med ett kopparstick)                    |            |
| Fornlemningar från Ångermanland                                             |            |
| Runsten wid Oppeby i Östergöthland (Med Kopparstick)                        |            |